# Sievert
El sievert (Sv) és la unitat derivada del Sistema Internacional per mesurar la radiació absorbida per un organisme viu i els seus efectes,
Més concretament, és la unitat derivada del Sistema Internacional utilitzada per a mesurar una dosi equivalent, una dosi eficaç o un flux de dosi radioactiva (Sv/s, Sv/h o Sv/an), és a dir, per a avaluar quantitativament l'impacte biològic d'una exposició humana a radiacions ionitzants.
El sievert no pot utilitzar-se per a quantificar l'exposició rebuda per animals de laboratori, i se substitueix pel gray, que mesura només l'aspecte físic de la radiació.
L'efecte de la radiació depèn primer de l'energia ionitzant rebuda físicament per cada unitat de massa. El sievert té la mateixa definició física que el gray, és un joule per quilogram. No obstant això, l'efecte específic d'aquesta energia es tradueix en dos coeficients, un que dona compte de l'eficàcia biològica de les diferents radiacions, i l'altre de l'impacte biològic de l'assoliment d'un òrgan determinat. Aquests dos factors de ponderació són magnituds sense dimensió.
Aquesta unitat té aquest nom en homenatge a Rolf Sievert, físic suec que va treballar en el mesurament de les dosis radioactives i en els efectes biològics de les radiacions.

Relació entre la dosi absorbida, la dosi equivalent i la dosi efectiva (ICRP)

El nom va ser adoptat el 1980, a la setzena Conferència General de Pesos i Mesures es va acordar la creació d'un nom especial per a la unitat derivada del joule per quilogram, que era la notació que s'havia utilitzat fins llavors. La justificació va ser el perill per a la salut humana derivat de possibles errors en la utilització de la notació joule per quilogram.

## Definició
Al Sistema Internacional d'Unitats:
[Gy] = [Sv] = J/kg = m²/s²
Per tant, el sievert és homogeni amb el gray, una altra unitat utilitzada en dosimetria, que mesura la dosi absorbida (l'energia absorbida per unitat de massa) independentment del seu efecte biològic.
La dosi absorbida, D, es calcula directament en grays: és l'energia absorbida per unitat de massa considerada. En relació amb la dosi absorbida, la dosi efectiva, E, té en compte dos factors adimensionals addicionals (el factor de ponderació de la radiació wR i el factor de ponderació del teixit wT), que reflecteixen l'efecte relatiu de la radiació considerada sobre l'òrgan considerat, en comparació amb una radiació de referència.
Aquests dos factors de ponderació es prescriuen a les recomanacions de 2007 de la Comissió Internacional de Protecció Radiològica. Per tant, les dosis efectives E i H equivalents són diferents de les dosis absorbides D, ja que depenen del valor dels factors wR i de wT. Per evitar qualsevol risc de confusió, la unitat "gray" o "juli per quilogram" per a la dosi absorbida D i la unitat sievert per a l'equivalent H o dosi efectiva E.

### Ponderació de la naturalesa de la radiació
D'una banda, els efectes biològics no depenen només de l'energia rebuda per la radiació ionitzant, sinó també de la naturalesa d'aquesta radiació. Aquesta diferència es té en compte en el factor de ponderació de la radiació, que s'utilitza per calcular la dosi equivalent: quan observem que a una energia igual els protons causen, de mitjana, el doble de càncers que els raigs gamma, traduïm aquest resultat experimental indicant que el factor de ponderació associat als protons és de dos. Per a cada radiació, és possible definir la dosi equivalent que correspon a la dosi de radiació gamma que condueix a resultats (substancialment) equivalents.
La dosi equivalent, H, és el producte de la dosi D absorbida de radiació ionitzant per un factor adimensional: wR (factor de ponderació que reflecteix a energia equivalent l'efecte específic de les diferents radiacions).
El factor de ponderació de la radiació wR reflecteix l'eficiència biològica relativa de la radiació. Aquí hi ha alguns valors:
- Fotons, totes les energies (raigs X, raigs gamma): wR = 1.
- Electrons, positrons i muons, totes les energies: w R = 1.
- Neutrons: funció contínua:
  - w R = 2,5 per a energies <10 keV i energies> 1 GeV;
  - entre 10 keV i 1 GeV, corba de Gauss amb un màxim a w R = 20 per a una energia d'1 MeV.
- Protons, energia> 2 MeV: wR = 5.
- Partícules alfa i altres nuclis atòmics: wR = 20.

### Ponderació de la sensibilitat del teixit biològic
D'altra banda, la dosi equivalent permet calcular els efectes biològics quan un organisme està exposat en el seu conjunt a una dosi relativament homogènia, però quan l'exposició només és parcial, la seva gravetat encara s'ha de ponderar per la naturalesa del teixit biològic que ha estat exposada: quan una exposició és local, el seu efecte (essencialment, potencial cancerigen o mutagènic) no té la mateixa gravetat en funció de si les cèl·lules de l'òrgan afectat es reprodueixen lentament (pell, os) o, al contrari, es reprodueixen molt ràpidament (medul·la òssia) o pot afectar la descendència (gònades).
- La dosi efectiva, E, és el producte de la dosi equivalent H i un factor adimensional: w T (factor de ponderació que reflecteix la major o menor sensibilitat del teixit a la radiació).

Aquests són alguns valors de w T per a òrgans i teixits:
- Gònades: w T = 0,08[5]
- Estómac, intestí gros, medul·la òssia, pulmó: wT = 0,12.
- Cervell, esòfag, fetge, músculs, pàncrees, intestí prim, melsa, ronyó, pit, tiroide, úter, bufeta: wT = 0,05.
- Pell, superfície òssia: wT = 0,01.

Podem introduir un factor N addicional per tenir en compte altres factors, per exemple per representar les espècies irradiades (els insectes són molt més resistents a la radiació que els mamífers, per exemple) o per corregir la dosi rebuda segons la seva taxa de radiació (dues dosis equivalents en termes d'energia dipositada no són equivalents si es reben en diferents durades) o de la seva concentració de volum (una dosi concentrada serà diferent d'una dosi difusa).
I aquí tenim alguns valors de N (relatius als humans) per a diversos organismes:
- Virus, bacteris, protozous: N ≈ 0,03 - 0,0003.
- Insectes: N ≈ 0,1 - 0,002.
- Mol·luscs: N ≈ 0,06 - 0,006.
- Plantes: N ≈ 2 - 0,02.
- Peixos: N ≈ 0,75 - 0,03.
- Amfibis: N ≈ 0,4 - 0,14.
- Rèptils: N ≈ 1 - 0,075.
- Ocells: N ≈ 0,6 - 0,15.
- Humà: N = 1.

## Efecte de les dosis de radiació
Els mecanismes en funcionament en el cas d'⁣efectes estocàstics (per tant quantificats per mesures en setges) i en el cas d'⁣efectes deterministes (on les mesures s'han d'expressar en grisos) no tenen res a veure amb:
- Els efectes estocàstics només s'han demostrat mitjançant l'estudi epidemiològic de poblacions sotmeses a dosis simples relativament grans (superiors a cent mil·lisieverts) o a taxes de dosis grans (de l'ordre de mSv/h) de manera prolongada.
- Els efectes deterministes són observables directament després (o poc després) d'una intensa irradiació (des del gris). Aquests efectes es van descobrir a l'inici de l'estudi de la radioactivitat. Aquest descobriment va resultar en la creació de l'avantpassat de la CIPR (ICRP en anglès).

Els factors de ponderació wR i wT calculats per l'ICRP evolucionen a mesura que apareixen noves dades científiques o epidemiològiques. Per tant, poden variar significativament (cap amunt o cap avall) segons la idea que els especialistes en la qüestió tinguin de risc. Així, en les seves recomanacions de 2007, l'ICRP va estimar que el risc de transmissió a la descendència es va sobreestimar en les seves recomanacions de 1990 i van reduir el pes del teixit de les gònades de 0,20 a només 0,08.
El sievert s'utilitza per quantificar el risc estocàstic induït per la salut dels subjectes per la baixa radiació: risc addicional de morir un dia de càncer, risc de transmetre una mutació greu un dia a un descendent. El sievert es pot utilitzar per expressar exposicions baixes, per exemple per a la protecció contra la radiació dels treballadors i del públic en condicions normals.
No obstant això, usar el sievert per a quantificar l'efecte d'una radiació important (típicament de l'ordre del Gy) és incorrecte, perquè per a tals dosis l'efecte no és estocàstic sinó determinista. Per exemple, una dosi de 8 es diu letal, ja que implica una mort segura. Per a aquestes altes dosis, s'ha d'expressar en grays, l'ús del sievert és gairebé sempre proscrit.

## Dosi rebuda i signes clínics
La irradiació excessiva és revelada per la presència de prodromos com a nàusea, diarrea, sensació de cansament i malestar. A més, es va observar que la deploració limfocítica resultant de l'exposició a la radiació ionitzant era directament proporcional a la dosi efectiva. Durant una probable irradiació en un subjecte, es realitzen dues preses de sang a tres hores d'interval per a avaluar les possibles variacions de la població limfocítica
La irradiació també té un efecte estocàstic: provoca un major risc de càncer, en funció de la dosi rebuda. Aquest efecte es pot detectar estadísticament. El sievert és la mesura que té en compte aquest efecte.
Els signes clínics s'observen per a irradiacions massives, rebudes en un període molt curt.
Observació: segons l'article sobre irradiacions agudes, és incorrecte utilitzar el sievert quan es discuteixen els efectes deterministes (o no estocàstics) de la radiació. El gray i el sievert són dues unitats "homogènies" per tant, podem comparar, però, en general, més enllà d'una dosi d'un joule per quilogram, la mesura s'expressa en grays
| Dosi | Efecte |
| ---- | --- |
| 20   | Per a una dosi superior a 40 Gy: hi ha una síndrome nerviosa amb convulsions, coma i mort instantània. No obstant això, atès que aquests accidents són extremadament rars, les descripcions clíniques no poden ser completament establertes per l'epidemiologia. |
| 10   | Per a una dosi superior a 8 Gy: hi ha una síndrome gastrointestinal amb diarrea aguda, hemorràgia digestiva que condueix a la mort. La mort és pràcticament segura per a dosis superiors a 10 Gy. Com a guia, 12 Gy és la dosi que es pot donar per tractar la leucèmia mitjançant la destrucció de la medul·la òssia just abans d'un trasplantament. També és la dosi màxima que reben alguns liquidadors de Txernòbil. |
| 5    | La irradiació aguda global es defineix com la dosi de mort de 50 % de subjectes exposats a radiacions ionitzants. Aquest valor admet un interval de 3 a 4,5 Gy. S'acompanya d'una síndrome hematològica que s'estén al voltant de trenta dies. No es dona cap tractament. |
| 2    | Per a una dosi de 2 a 4 Gy: s'observa una síndrome hematopoètica a la pràctica clínica. Les poblacions de limfòcits i glòbuls blancs disminueixen considerablement. Parlem de limfopènia, leucopènia i la irradiació pot provocar anèmia (deficiència de glòbuls vermells). |
| 1    | L'home presenta signes clínics a causa de la irradiació d'una dosi única equivalent a 1.000 mGy (és a dir, 1 Gy), anomenada "Síndrome d'irradiació aguda". L'individu és hospitalitzat sistemàticament. El risc de desenvolupar càncer mortal per aquest tipus de radiació (en una exposició uniforme de molt curta durada) és del 5 %. Aquesta xifra s'especifica a ICRP 103: mortalitat induïda per càncer de 414 per 10.000 a 503 per 10.000, segons els estudis citats. Aquesta xifra està corroborada per un estudi americà que diu a la introducció: "segons les darreres xifres disponibles (octubre de 2003) seguiment dels supervivents de la bomba atòmica japonesa, al voltant del 5 % de les 9.335 morts per càncer són atribuïbles a la radiació i el 0,8 % de les 31.881 morts que no són causades pel càncer són atribuïbles a la radiació, cosa que és coherent amb altres publicacions que es citen a continuació". |
| 0,5  | L'observació dels netejadors de Txernòbil ha descobert una taxa de morbiditat anormalment elevava sense signe clínic específicament lligat a la radiació, suggerint una síndrome d'immunodeficiència induïda per ràdio. |
| 0,2  | "El terme dosi "dèbil" defineix qualsevol dosi per a la qual no es pugui detectar un efecte biològic a causa dels límits de sensibilitat de les tècniques disponibles actualment. Llindars de sensibilitat de 2 cGy per a la detecció d'un augment de la freqüència d'aberracions cromosòmiques i de 20 cGy per a la del risc de càncer a costa d'una anàlisi de casos exhaustiva per part de diversos equips." |
| 0,1  | L'estudi de les víctimes d'Hiroshima i Nagasaki no va revelar un risc estadísticament significatiu de càncer per a dosis a òrgans inferiors a 100 mSv = 0,1 Sv. |

Una dosi d'un sievert és un bon ordre de magnitud per qualificar la irradiació com a perillosa per a la víctima, justificant posteriorment un control mèdic especial
- En cas d'irradiació ocasional, la víctima patirà "malaltia per radiació" i necessitarà un seguiment hospitalari.
- Aquesta exposició comporta el risc de desenvolupar un càncer mortal del 5 %.

Per a dosis més baixes i per a dosis acumulades rebudes durant llargs períodes, no s'observa cap efecte determinista i els efectes estocàstics són impossibles de mesurar amb precisió. En absència de dades que permetin separar-les, es tracta d'un àmbit on xoquen dues tesis oposades:
- Nombrosos estudis demostren que les exposicions baixes (menys de 0,1 Sv) podrien estimular els mecanismes protectors de les cèl·lules (efecte hormesis).[8] Però encara no hi ha dades epidemiològiques que admetin aquests resultats fora dels laboratoris.
- Com a precaució, l'ICRP i les autoritats reguladores prefereixen utilitzar el model lineal sense llindar[9] i assumeixen que la radiació ionitzant segueix sent potencialment perillosa fins i tot a dosis molt baixes. Amb aquestes hipòtesis, l'exposició perllongada a una dosi de radioactivitat augmenta la probabilitat de desenvolupar càncer en un cinc per rebuts cada 0,1 Sv rebuts.

En l'interval entre 10 mSv (1 rem) i 1 Sv, la prevenció d'irradiacions accidentals és una qüestió de preocupació en termes de salut pública, a causa de l'excés estadístic de càncers que causarien, però aquestes irradiacions no tenen més conseqüències identificables a escala individual.
La Comissió Internacional de Protecció Radiològica desaconsella rebre una dosi anual de més d'un mil·lisievert, però estima que una exposició inferior a cent mil·lisieverts a l'any no representa, estadísticament, un risc d'augment del càncer.

## Exposició a la radiació
Una partícula transmet només energia insignificant. La taula següent presenta els fluxos de partícules a l'aire (expressats en nombre de partícules per centímetre quadrat), en funció del tipus de partícula i la seva energia, per a una dosi en teixits tous d'1 mSv.
| Energia (MeV) | Electrons (beta) | Fotó (gamma) | Neutró    |
| ------------- | ---------------- | ------------ | --------- |
| 10-8 a 10-3   |                  |              | 9,6 × 107 |
| 10-2          | 2,6 × 10⁵        | 1,3 × 108    | 6,5 × 107 |
| 10-1          | 1,5 × 10⁶        | 2,5 × 10⁹    | 2,0 × 108 |
| 1             | 3,1 × 10⁶        | 2,0 × 108    | 2,8 × 10⁶ |
| 10            | 3,0 × 10⁶        | 4,0 × 107    | 2,5 × 10⁶ |

Per tant, cal una activitat molt elevada (expressada en becquerels, denominada Bq) per crear un risc real per a la salut, sempre que l'exposició estigui limitada a la radiació a distància, sense contacte amb el material radioactiu.
Per exemple, una exposició externa a una contaminació de 4.000 Bq/m (ordre de magnitud de les conseqüències observades a França després del desastre de Txernòbil) d'una radioactivitat que se suposa (per al càlcul) que és beta a 1 MeV correspondria a un flux d'electrons de 0,4 cm-2 s-1, de manera que una irradiació de 0,4/3,1 × 10-6 = 0,13 × 10-6 mSv s-1. Una exposició anual (és a dir, durant 32x10⁶ segons) a la radiació d'aquesta amplitud condueix a una irradiació de 0,4/(3,1 × 32) = 4 mSv, és a dir, el doble de la dosi mitjana natural, o de nou l'ordre de magnitud del límit anual autoritzada per a la població civil (per a una comparació, la dosi absorbida per a una radiografia pulmonar és de l'ordre de 0,3 mSv).
A més, la dosi que proporciona un radioelement pot ser molt més gran si es metabolitza i es manté fixa en un o més òrgans (irradiació interna). És per això que el principal risc associat a les conseqüències de les conseqüències de Txernòbil per a les poblacions franceses és potencialment el càncer de tiroide (irradiació interna de la tiroide per iode radioactiu ingerit mentre es beu llet).

## Ordres de magnitud i regulacions

Representació dels enllaços entre diferents unitats de mesura i llindar de radioactivitat i exposició.

Per comoditat, s'utilitza habitualment el milisievert (mSv).
- Dosi mitjana anual rebuda a França: ~ 2,4 mSv/any.[12]

- La regió de Kerala, a l'Índia, és coneguda per uns nivells molt elevats de radioactivitat: fins a 70 mGy/any.[13] La radiació natural és objecte de l'informe UNSCEAR.[14]
- Un viatge d'anada i tornada de París a Nova York: 0,08 mSv, o 9,5 µSv per hora (en un avió de llarg recorregut no supersònic, dosi a causa de la radiació còsmica addicional a uns 10.000 m d'altitud durant el creuer, excloent els períodes d'erupcions solars que toquen la Terra):[15] la dosi rebuda depèn bàsicament de l'altitud (segons el tipus d'avió), el temps de vol total, la latitud de la ruta seguida i la presència o no de parades, una mica menys del període de l'any (proximitat de la Terra al sol), i del calendari, però pràcticament cap de la naturalesa del material de la cabina (que difícilment protegeix aquesta radiació en avions comercials civils). El límit anual d'exposició per a la població general s'assoliria en 17 viatges d'anada i tornada a l'any en aquesta ruta; el personal de vol en avions en línies intercontinentals que passen a prop dels pols es considera que són persones exposades però no superen el límit legal de 16 mSv per als treballadors exposats en empreses autoritzades (que correspondrien a 272 viatges d'anada i tornada en aquesta mateixa línia a l'any), excepte possiblement durant períodes d'alta activitat solar per als quals puguin estar sotmesos a mesures temporals de protecció i vigilància reglamentàries (per detectors col·locats en avions de línia).

- El tabac té una activitat radioactiva a causa dels isòtops 210Po i 210Pb. En termes de radioactivitat, fumar cinc paquets de cigarrets equival a rebre una dosi d'1 mSv, és a dir, la dosi màxima permesa per al públic en un any.[16] No obstant això, només una petita part de la radioactivitat absorbida arriba als pulmons i les conseqüències de la radioactivitat sobre els càncers i la mortalitat són difícils d'avaluar, sobretot perquè l'anàlisi es complica amb l'efecte possiblement nul o fins i tot beneficiós de l'absorció de dosis baixes de radioactivitat.[16]

- Una central nuclear francesa: 2 µSv any o 0,002 mSv any (en estat normal de funcionament, excloent els accidents). Aquest llindar és 500 vegades inferior al llindar d'exposició legal per a la població general. Més enllà d'aquest (incident greu), poden ser necessàries mesures per protegir la població (i els treballadors que són essencials al lloc) (tractament preventiu, vigilància i diversificació de fonts d'alimentació o d'aigua, contenció temporal, procediments de seguretat. Aturada de les instal·lacions) i en cas d'incident greu, aquests llindars es poden augmentar dins d'un perímetre definit (després de l'evacuació de la població) un cop estiguin en vigor les altres mesures de protecció.

- A Central nuclear de Fukushima Dai-ichi al Japó, durant el desastre nuclear relacionat amb un tsunami, es van mesurar el 3 d'abril de 2011, a 1,5 km de la central nuclear, dosis d'aproximadament 112 µSv/h.[17] El 14 de mars de 2011, es va registrar una forta activitat de 167 sieverts per hora a nivell de contenció del reactor número 3 i un valor del mateix ordre a nivell dels altres reactors.[18] A finals de gener de 2017, TEPCO anuncia una radioactivitat mesurada de 530 Sv h (+/- 30 %) en una part metàl·lica dins de la contenció del reactor núm. 2.

## Unitats equivalents i properes
Hi ha moltes unitats físiques que mesuren la radioactivitat.
- Unitats de mesura de l'activitat de la font d'energia nuclear:
  - El becquerel (símbol: Bq, mesurat en s-1), unitat d'activitat que expressa el nombre de transformacions (antigament, desintegracions) dels nuclis atòmics per segon.
  - El rutherford (símbol: Rd, amb 1 Rd = 1 MBq); unitat antiga que ja no es recomana, però que encara es pot utilitzar en dispositius de mesura físics, com ara comptadors i treballs en fonts de radioteràpia.
  - La cúria (símbol: Ci, amb 1 Ci ~ 37 GBq: equivalència en funció de la naturalesa de la radiació). Aquesta unitat està normalment obsoleta, però encara s'utilitza als Estats Units per mesurar l'eficiència dels sistemes de protecció contra la radiació i s'utilitza més en mesures d'experiments físics i aplicacions industrials o en alguns detectors antics.
- Unitats de mesura del flux d'energia bruta de la radiació ionitzant:
  - El coulomb per quilogram (símbol: C/kg o C⋅kg -1); tot i que expressa una càrrega induïda o desplaçada en una unitat de massa, també es pot traduir de nou en energia equivalent basada en la càrrega de l'electró (o protó) i l'energia per moure'l; no es pot utilitzar per a radiació electromagnètica (X o gamma), ni per a fluxos de partícules sense càrrega (com ara neutrons), però de vegades es pot utilitzar per mesurar camps elèctrics induïts per una tensió (per exemple, les antenes de (telecomunicacions o emissió de detecció de radar), tot i que sovint es prefereix el volt per metre, és a dir, directament la mesura mitjana d'aquest camp elèctric), i les emissions de dispositius de microscòpia electrònica.
  - El röntgen o roentgen (símbol: R, amb 1 R = 258 µC/kg ~ 9,330 mGy) La dosi de radiació ionitzant que produeix una unitat electroestàtica CGS d'electricitat (un Franklin o statcoulomb) en un centímetre cúbic d'aire sec a 0° C sota una pressió atmosfèrica. Unitat antiga, normalment substituïda pel coulomb per quilogram, però que encara s'utilitza en alguns països per definir els llindars legals per a la protecció contra la radiació de les poblacions contra les emissions ionitzants a l'atmosfera, a causa del seu ordre de magnitud més adequat (basat en la càrrega de l'electró i l'energia de ionització de l'aire). La unitat pot ser convenient per definir llindars preventius contra compostos radioactius volàtils de curta durada (com el iode), però té poca importància per a la captació de radiacions ionitzants d'energia molt elevada, compostos radioactius (com el cesi), els fluxos de partícules elementals carregades o sense càrrega i radiació electromagnètica (UV, X o gamma).
- Unitats de mesura de l'energia total de la radiació ionitzant rebuda (absorbida o no):
  - El gray (símbol: Gy), que no s'ha de confondre amb el sievert perquè no té en compte la naturalesa de les radiacions ni les taxes d'absorció.
  - El rad (símbol: rd, amb 1 = 100 rd) unitat obsoleta.
  - La unitat Mache (símbol: ME, de l'alemany Mache-Einheit, amb 1 ME ~ 13.468 kBq/m3), la quantitat de radó per litre d'aire que ionitza un corrent continu de 0,001 unitats electroestàtiques CGS per segon (estatamper), o 0,364 nCi/L.
- Unitats de mesura de les dosis de radiació absorbides pels sistemes vius:
  - El sievert (símbol: Sv) (o més sovint el milisievert mSv), unitat de la mateixa dimensió que el gray però tenint en compte l'absorció mitjana per part del cos humà sencer.

1 Sv (sievert) (= 100 rem) = 1.000 mSv = 1.000.000 μSv 
1 mSv (milisievert) (= 100 mrem) = 0,001 Sv = 1.000 μSv
1 μSv (microsievert) (= 0,1 mrem) = 0,000 001 Sv = 0,001 mSv
- - La taxa de dosi radioactiva o, per abús, la "dosi" (Ddd abreujat o D°) s'expressa generalment en mSv/h (per a fonts artificials perilloses) i en µSv/h o mSv/any (per a fonts naturals i dosis legals o reglamentàries admissibles).
  - El roentgen equivalent físic (símbol: Rep) dosi de radiació absorbida per una massa de teixit que es diposita en el mateix la mateixa energia que un roentgen en la mateixa massa d'aire (~ 8,4- 9,3 mGy). La unitat s'utilitza per a la radiació de partícules (alfa, electrons, positrons, beta, neutrons, protons, plasmes iònics accelerats) i no electromagnètica (X o gamma).
  - El roentgen equivalent man (símbol: rem, amb 1 = 10 mSv), unitat antiga que ja no es recomana.

1 rem = 0,01 Sv = 10 mSv = 10 000 μSv
1 mrem = 0,000 01 Sv = 0,01 mSv = 10 μSv
- - DLxx (xx % de dosi letal sense hospitalització, estimada en 10 Sv)
  - Unitat de sol o unitat d'estronci (símbol: SU, amb 1 SU ~ 1.065 pGy/s) Contaminació biològica amb estronci-90 que combina 1 pCi de 90Sr per gram de calci corporal; la càrrega admissible és de 1.000 SU.
- Unitat de "cancel·lació"
  - El volt per metre (símbol: V/m o V⋅m-1). La unitat s'utilitza per mesurar les emissions de ràdio (inclosos els radars) que, tot i que no estan relacionades amb la radiació ionitzant (a causa de l'energia elemental insuficient per alliberar un electró i ionitzar matèria), també s'anomenen "radiació" i poden ser assimilades a la radioactivitat per un públic que no molt familiaritzat amb la matèria, tot i que no hi ha radioactivitat (és a dir, no hi ha transformació de nuclis atòmics): 0 Bq), ni absorció no reversible de radiació quan es produeix un efecte. La unitat mesura realment un camp elèctric. A escala microscòpica, les cèl·lules vives generen camps de fins a 15 milions de V/m.[19] A l'escala macroscòpica dels éssers humans, els camps elèctrics d'origen natural són molt variables, de 100 a 10.000 V/m,[20] difícils de contrarestar, però sense efectes apreciables. Les nombroses emissions d'origen humà estan ara subjectes a llindars recomanats d'exposició i control, expressats en aquesta unitat, normalment menys de 100 V/m.[20]